# منارة الخمس
منارة الخمس في ليبيا تأسست العام 1881يبلغ ارتفاعها 26 مترا، وتضئ بضوئين أبيضين وبشكل دائري كل 10 ثواني. برج المنارة هي برج دائري ينتهي بغرفة مصباح المنارة، مكلاة بخطوط أفقية باللونين الأبيض والأسود. المنارة موجودة قبالة ميناء الخمس .